# Морейска хроника
Морейската хроника (на гръцки: Το χρονικόν του Μορέως) е летопис от 14 век разказващ историята по създаването на Княжество Ахея от превземането на Константинопол.
Историческия период, който обхваща хрониката е 1204-1292 (или до по-късно, в зависимост от версията). Тя дава значителни подробности за обществените отношения и организация на Княжество Ахея. „Морейската хроника“ е позната в четири версии:
- френска
- гръцка
- арагонска и
- италианска.